# Shakaihoshō o tatenaosu kokumin kaigi
Der Shakaihoshō o tatenaosu kokumin kaigi (jap. 社会保障を立て直す国民会議, dt. etwa: „Volkskongress zur Erneuerung sozialer Sicherheit“, engl. „The Reviewing Group on Social Security Policy“; vorher Mushozoku no Kai, dt. etwa „Versammlung der Unabhängigen“) war eine Fraktion im Shūgiin, dem Unterhaus des japanischen Parlaments. Sie bestand ausschließlich aus parteilosen Abgeordneten, die ehemalige Mitglieder der Demokratischen Fortschrittspartei (Minshintō) waren. Letztere hatte bei der Shūgiin-Wahl 2017 aus strategischen Gründen auf die Nominierung eigener Kandidaten verzichtet und schloss sich im Mai 2018 mit der Partei der Hoffnung zur Demokratischen Volkspartei zusammen.

## Geschichte
Nachdem die Minshintō im September 2017 angekündigt hatte, sie werde keine eigenen Kandidaten für die kommende Wahl aufstellen und ihren Mitgliedern versicherte, sie im Falle einer Kandidatur für die Kibō no Tō zu unterstützen, waren nicht alle betroffenen Abgeordneten dazu bereit, dieser Empfehlung zu folgen. Folglich gründete der stellvertretende Vorsitzende der Partei, Yukio Edano, die eher linksliberale Konstitutionell-Demokratische Partei (kurz KDP) und konnte somit den meisten Parteikollegen eine Alternative anbieten. 20 „mittige“ Mitglieder entschieden sich jedoch dazu, als Unabhängige zu kandidieren und kooperierten im Wahlkampf unter der Führung Katsuya Okadas miteinander.
Nach der Wahl reichten am 26. Oktober 2017 die 13 als Unabhängige gewählten Minshintō-Mitglieder kurz vor der konstituierenden Sitzung die Gründung der Fraktion „Mushozoku no Kai“ beim Sekretariat des Unterhauses ein. Katsuya Okada wurde zum Fraktionsvorsitzenden und Akio Fukuda zum Vorsitzenden des Komitees für Parlamentsangelegenheiten (国会対策委員会 Kokkai Taisaku Iinkai) ernannt. Nach den Fraktionen „Rikken Minshutō/Shimin Club“ (54 Sitze) und „Kibō no Tō/Mushozoku Club“ (51 Sitze) bildete das Mushozoku no Kai zu diesem Zeitpunkt die drittgrößte Oppositionsfraktion im Unterhaus.
Im April 2018 wurde bekannt, dass Minshintō und Kibō no Tō einen Zusammenschluss ihrer Parteien und die Bildung einer neuen Partei planten. Einige Mitglieder der Mushozoku no Kai wie Okada und Yoshihiko Noda gaben daraufhin bekannt, aus der Minshintō auszutreten und fortan als parteilose Unabhängige im Unterhaus sitzen zu wollen, da sie die Bildung einer neuen Partei zu diesem Zeitpunkt und unter (unbeabsichtigtem) Ausschluss der KDP nicht für sinnvoll erachteten. Andererseits verließen auch mehrere Fraktionsmitglieder wie Hirofumi Hirano und Kazuhiro Haraguchi die Mushozoku no Kai und schlossen sich schließlich der Unterhausfraktion der neuen Partei, der „Demokratischen Volkspartei“ (kurz DVP; 国民民主党 Kokumin Minshutō; engl. Democratic Party For the People), an.
Im Januar 2019 gab der Fraktionsvorsitzende Okada bekannt, wegen anhaltender Spannungen zwischen KDP und DVP und eines unwahrscheinlichen Zusammenschlusses dieser Parteien der KDP-Fraktion beizutreten. Acht Fraktionsmitglieder folgten Okada, darunter Jun Azumi und Masaharu Nakagawa, während die restlichen vier in der Fraktion verblieben und drei bisher fraktionslose Ex-Minshintō-Abgeordneten zusätzlich aufnahmen. Den Fraktionsvorsitz übernahm Yoshihiko Noda, der sich aufgrund von Meinungsverschiedenheiten mit der KDP bezüglich der Mehrwertsteuererhöhung auf 10 % nicht der KDP-Fraktion anschloss. Der Fraktionsname wurde anschließend in Shakaihoshō o tatenaosu kokumin kaigi (etwa „Volkskongress zur Erneuerung sozialer Sicherheit“) geändert.
Im September 2019 schloss sich die Fraktion mit Ausnahme von Yōsei Ide der sich bildenden Gemeinschaftsfraktion von KDP und DVP an. Shakaihoshō o tatenaosu kokumin kaigi blieb aber in Form der Abkürzung Shaho (社保) Bestandteil des Fraktionsnamens (vollständig 立憲民主・国民・社保・無所属フォーラム, Rikken Minshu/Kokumin/Shaho/Mushozoku Forum; „KDP/DVP/Soz. Sicherheit/Unabhängiges Forum“).

## Mitglieder
Stand: 12. September 2019
- Kōichirō Gemba (Fukushima 3; 9. Amtszeit; vorher LDP→parteilos→NPS→DPJ→DFP)
- Yoshihiko Noda (Chiba 4; 8. Amtszeit; vorher parteilos→NJP→NFP→DPJ→DFP)
- Jin Matsubara (Vw. Tokio; 7. Amtszeit; vorher NLK→parteilos→LDP→JRP→NFP→LP→GGP→DPJ→DFP→Kibō)
- Mito Kakizawa (Vw. Tokio; 4. Amtszeit; vorher parteilos→DPJ→parteilos→Minna→Yui→Ishin→DFP→Kibō)
- Katsuhito Nakajima (Yamanashi 1; 3. Amtszeit; vorher Minna→DPJ→DFP→partei- und fraktionslos)
- Yōsei Ide (Nagano 3, 3. Amtszeit; vorher Minna→Yui→Ishin→DFP→Kibō→partei- und fraktionslos)
- Kazuhiko Shigetoku (Aichi 12; 3. Amtszeit; vorher parteilos→Nippon Ishin→Ishin→parteilos→Kaikaku→DFP→partei- und fraktionslos)
- Hajime Hirota (Kōchi 2; 1. Amtszeit (+ 2 im Oberhaus); vorher LDP→parteilos→DPJ→DFP)